# Seznam ulic v Přibyslavicích (okres Třebíč)
Seznam ulic v Přibyslavicích uvádí přehled ulic a veřejných prostranství v obci Přibyslavice v okrese Třebíč.

## Seznam
| Název       | Pojmenováno po  | Souřadnice                       | Obrázek | Commons                    | RÚIAN  | Mapy.cz         |
| ----------- | --------------- | -------------------------------- | ------- | -------------------------- | ------ | --------------- |
| Kaštanová   | jírovec maďal   | 49°15′30″ s. š., 15°46′42″ v. d. |         | Kaštanová (Přibyslavice)   | 701378 | stre&id=143077  |
| Ke Hřbitovu | hřbitov         | 49°15′35″ s. š., 15°46′28″ v. d. |         | Ke Hřbitovu (Přibyslavice) | 701254 | stre&id=143065  |
| Kolonka     |                 | 49°15′20″ s. š., 15°47′8″ v. d.  |         | Kolonka (Přibyslavice)     | 701416 | stre&id=143081  |
| Mlýnská     | mlýn            | 49°15′46″ s. š., 15°46′51″ v. d. |         | Mlýnská (Přibyslavice)     | 701289 | stre&id=143068  |
| Na Americe  |                 | 49°15′38″ s. š., 15°44′45″ v. d. |         | Na Americe (Přibyslavice)  | 809811 | stre&id=5182750 |
| Na Návsi    | náves           | 49°15′40″ s. š., 15°46′45″ v. d. |         | Na Návsi (Přibyslavice)    | 701246 | stre&id=143064  |
| Panelová    |                 | 49°15′30″ s. š., 15°46′39″ v. d. |         | Panelová (Přibyslavice)    | 810126 | stre&id=5182748 |
| Petrovická  | Petrovice       | 49°15′15″ s. š., 15°46′45″ v. d. |         | Petrovická (Přibyslavice)  | 701343 | stre&id=143074  |
| Pod Sady    |                 | 49°15′30″ s. š., 15°46′47″ v. d. |         | Pod Sady (Přibyslavice)    | 701351 | stre&id=143075  |
| Pod Tratí   | železniční trať | 49°15′31″ s. š., 15°46′36″ v. d. |         | Pod Tratí (Přibyslavice)   | 701424 | stre&id=143082  |
| Polní       | pole            | 49°15′46″ s. š., 15°46′22″ v. d. |         | Polní (Přibyslavice)       | 809802 | stre&id=5182751 |
| Radonínská  | Radonín         | 49°15′44″ s. š., 15°46′22″ v. d. |         | Radonínská                 | 701319 | stre&id=143071  |
| Srázná      | kopec           | 49°15′42″ s. š., 15°46′46″ v. d. |         | Srázná (Přibyslavice)      | 701271 | stre&id=143067  |
| U Kovárny   |                 | 49°15′37″ s. š., 15°46′46″ v. d. |         | U Kovárny (Přibyslavice)   | 701262 | stre&id=143066  |
| U Potoka    | Sedlačka        | 49°15′45″ s. š., 15°46′41″ v. d. |         | U Potoka (Přibyslavice)    | 701297 | stre&id=143069  |
| V Barácích  |                 | 49°15′44″ s. š., 15°46′48″ v. d. |         | V Barácích                 | 701301 | stre&id=143070  |
| V Uličce    |                 | 49°15′44″ s. š., 15°46′46″ v. d. |         | V Uličce (Přibyslavice)    | 701327 | stre&id=143072  |
| Ve Bráně    |                 | 49°15′43″ s. š., 15°46′34″ v. d. |         | Ve Bráně (Přibyslavice)    | 701335 | stre&id=143073  |
| Ve Žlebě    |                 | 49°15′20″ s. š., 15°46′35″ v. d. |         | Ve Žlebě (Přibyslavice)    | 701394 | stre&id=143079  |
| Za Tratí    | železniční trať | 49°14′55″ s. š., 15°46′23″ v. d. |         | Za tratí (Přibyslavice)    | 809829 | stre&id=5182749 |
| Úvoz        |                 | 49°15′42″ s. š., 15°46′31″ v. d. |         | Úvoz (Přibyslavice)        | 701408 | stre&id=143080  |
| Číchovská   | Číchov          | 49°15′51″ s. š., 15°46′30″ v. d. |         | Číchovská                  | 701360 | stre&id=143076  |
| Školní      | škola           | 49°15′35″ s. š., 15°46′38″ v. d. |         | Školní (Přibyslavice)      | 701386 | stre&id=143078  |